# Пол Модрич
Пол Лорънс Модрич (на английски: Paul Lawrence Modrich) е американски биохимик.

## Биография
Той е роден на 13 юни 1946 година в Ратън, щата Ню Мексико, в семейство от хърватски произход. През 1968 година завършва Масачузетския технологичен институт, а през 1973 година защитава докторат в Станфордския университет. От 1976 година работи в Университета „Дюк“, а от 1995 година – в Медицинския институт „Хауърд Хюз“. Изследванията му са в областта на корекцията на повреди на ДНК.
През 2015 година получава Нобелова награда за химия, заедно с Томас Линдал и Азиз Санджар, „за изследванията на механизма на възстановяване на ДНК“.